# Camallanidae
Famille
Les Camallanidae sont une famille de nématodes de l'ordre des Camallanida.

## Liste des genres
Selon World Register of Marine Species (24 février 2021) :
- genre Camallanides Baylis & Daubney, 1922
- genre Camallanus Railliet & Henry, 1915
- genre Onchophora Diesling, 1851
- genre Paracamallanus Yorke & Maplestone, 1926
- genre Procamallanus Baylis, 1923
- genre Serpinema Yeh, 1960